# Jan Misiewicz (fizyk)
Jan Misiewicz (ur. 2 lipca 1952 we Wrocławiu) – polski fizyk, profesor nauk fizycznych, pracownik naukowy Politechniki Wrocławskiej.

## Życiorys
W 1971 ukończył Liceum Ogólnokształcące nr III im. Adama Mickiewicza we Wrocławiu, w 1976 studia fizyczne na Wydziale Podstawowych Problemów Techniki Politechniki Wrocławskiej Politechniki Wrocławskiej. W 1975 otrzymał I nagrodę na Ogólnopolskim Konkursie Prac Studentów Fizyki za badania fotoprzewodnictwa fosforku cynku.
W latach 1976–1979 odbył studia doktoranckie, w 1979 obronił pracę doktorską napisaną pod kierunkiem Janusza Pawlikowskiego poświęconą badaniom optycznych właściwości fosforku i arsenku cynku w temperaturze ciekłego helu. i podjął pracę na macierzystej uczelni. Od 1981 kierował Zespołem Badawczym Fizyki Półprzewodników. W 1989 uzyskał stopień doktora habilitowanego na podstawie pracy Optical excitations in zinc phosphide (Zn3P2). W latach 1991–1996 był zastępcą dyrektora, w latach 1996–2002 dyrektorem Instytutu Fizyki PWr. W 1999 otrzymał tytuł profesora nauk fizycznych. W latach 2002–2008 był dziekanem Wydziału Podstawowych Problemów Techniki Politechniki Wrocławskiej, w latach 2008–2014 ponownie dyrektorem Instytutu Fizyki PWr. Ponadto w latach 2002–2020 był dyrektorem Centrum Materiałów Zaawansowanych i Nanotechnologii PWr, w latach 2014–2019 kierownikiem Katedry Fizyki Doświadczalnej.
W swoich badaniach zajmuje się fizyką struktur półprzewodnikowych. Założył Laboratorium Optycznej Spektroskopii Nanostruktur – OSN, w którym prowadzone są badania nowych materiałów półprzewodnikowych i struktur niskowymiarowych, głównie w kontekście zastosowań optoelektronicznych i nanofotonicznych.
W 2010 otrzymał razem z Alfredem Forchelem Nagrodę Naukową Copernicus, w 2013 Medal Mariana Smoluchowskiego.